# Esteban Areta Vélez
Esteban Areta Vélez, també conegut com a Areta II, (Pamplona, 14 d'abril de 1933 - Sevilla, 9 de juliol de 2007) fou un futbolista navarrès de les dècades de 1950 i 1960.

## Trajectòria
Fou membre d'una gran dinastia de futbolistes. El seu pare fou porter del CA Osasuna i els seus tres germans també es dedicaren al futbol. El germà gran, Serafín Areta jugà a l'Athletic Club vuit temporades, José Luis Areta jugà al Sevilla FC cinc temporades, i el germà petit, Jesús Mari, jugà a segona divisió a Osasuna i Mestalla.
Començà a jugar a la seva ciutat natal, al Luchana i més tard a l'Oberana, a primera regional, des d'on ingressà a CA Osasuna. El 1951 fitxà pel Reial Oviedo, que jugava a Segona Divisió, assolint l'ascens a primera. El 1954 fitxà pel FC Barcelona, on jugà durant dues temporades. Disputà 30 partits i va marcar 15 gols. A més, fou l'autor del primer gol del club a la Copa de Fires enfront de la selecció de Copenhaguen, competició que acabaria guanyant el club.
La següent temporada jugà al València CF i el 1957 arribà al Reial Betis, club on passà la major part de la seva carrera professional. Arribà amb el Betis a segona, assolint la primera temporada l'ascens. Areta començà jugant de davanter, i en aquest club va anar endarrerint la seva posició fins a acabar com a lateral esquerre. La seva etapa al Betis finalitzà el 1964. El 1961 havia estat internacional amb Espanya en un partit enfront l'Argentina. Acabà la seva carrera al Cadis CF.
Un cop retirat, romangué lligat al Betis com a entrenador del filial, segon entrenador i puntualment màxim responsable del primer equip.

## Palmarès
FC Barcelona
- Copa de les Ciutats en Fires: 1955-58